# II. Katalin orosz cárnő
II. (Nagy) Katalin (oroszul: Екатерина II Великая; Stettin, 1729. május 2. – Szentpétervár, 1796. november 17.) 1762-től haláláig Oroszország császárnője (Императрица Всероссійская – Imperatrica Vszerosszijszkaja), minden szempontból az egyik legjelentősebb orosz uralkodó. Regnálása alatt megerősödött Oroszország európai helyzete, és immár nagyhatalomként tekintettek az országra. Katalin jelentősen támogatta az orosz művészetet és tudományt is: számtalan nagyszerű műalkotás, jelentős építészeti emlék, világraszóló tudományos eredmény született uralkodása idején Oroszországban.

## Családja és ifjúkora

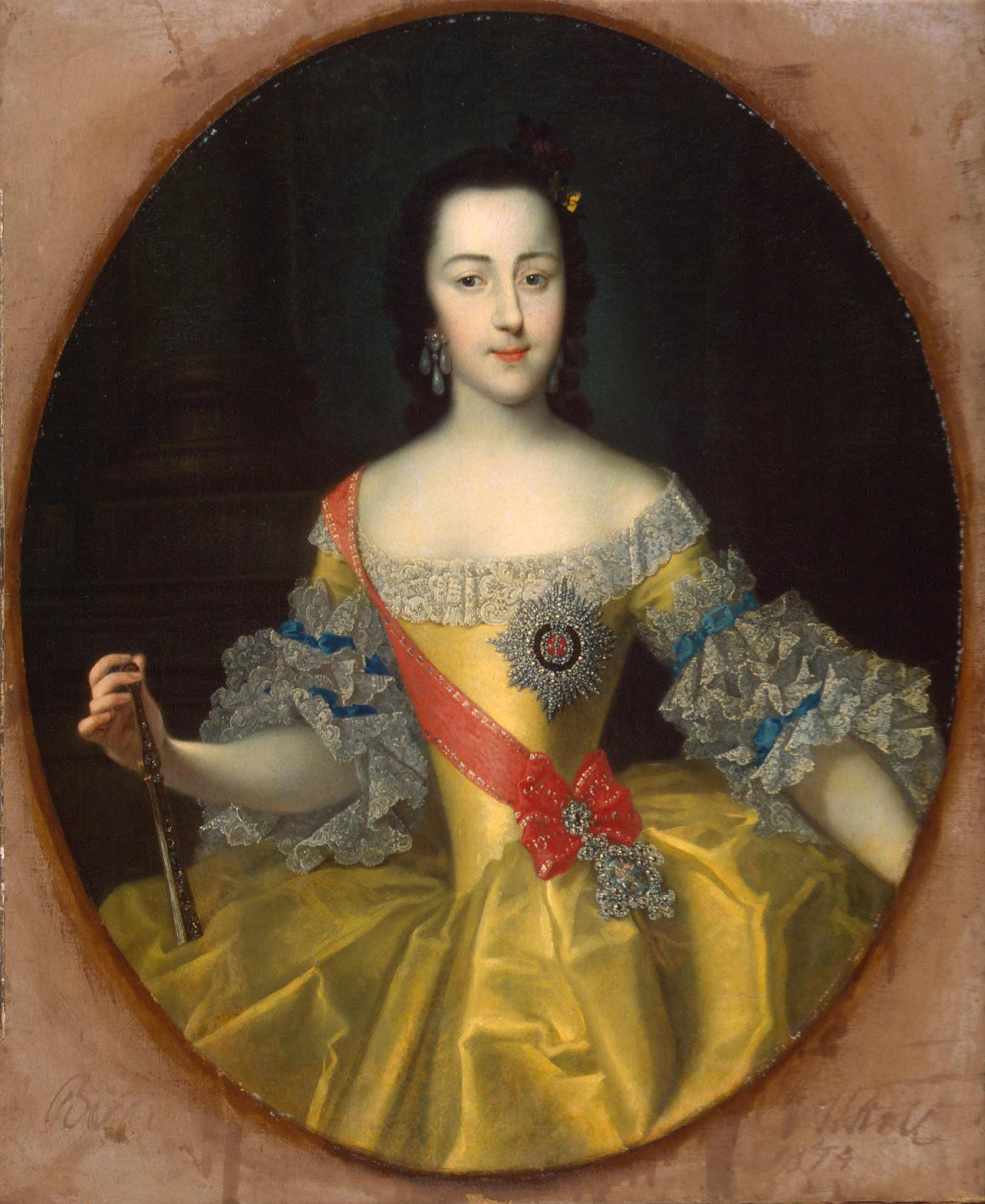
Jekatyerina Alekszejevna nagyhercegnőként, 1745, George Grooth festménye

Katalin apja, Keresztély Ágost anhalt-zerbsti herceg porosz tábornok és Stettin kormányzója volt. Katalin tehát születésekor Zsófia Auguszta Friderika (Sophie Friederike Auguste von Anhalt-Zerbst) néven anhalt-zerbsti hercegnő volt, távoli orosz felmenőkkel. A kor német nemesi hagyományainak megfelelően oktatásban francia nevelőnője és néhány házitanító részesítette.
Zsófiát némi diplomáciai ügyeskedés révén választották ki a jövendő III. Péter feleségévé, amiben Lestocq gróf és II. Frigyes porosz király játszottak fontos szerepet. Lestocq és Frigyes erősíteni akarták az orosz–porosz barátságot és gyengíteni Ausztria befolyását. Zsófia hercegnő arra törekedett, hogy megkedveltesse magát Erzsébet cárnővel és az orosz néppel, így már a házassága előtt elkezdett oroszul tanulni. Figyelmen kívül hagyva apja ellenzését, 1744-ben ortodox hitre tért, és a keresztségben a Jekatyerina Alekszejevna nevet kapta. 1745-ben férjhez ment Péterhez, és az oranienbaumi palotában rendezkedtek be.

## Trónra jutása

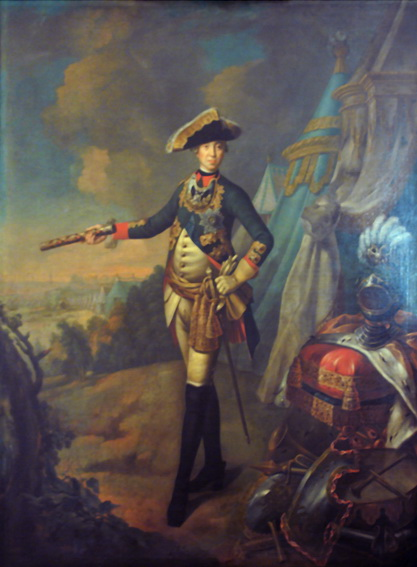
III. Péter 1762 körül, Alekszej Antropov festménye

A házasság sikertelennek bizonyult. Péter is szeretőt tartott (Jelizaveta Voroncova), Katalin pedig Szergej Szaltikov grófot, Charles Hanbury Williamst és Poniatowski Szaniszló Ágostot részesítette kegyeiben. Katalin sokat olvasott és naprakész tudással rendelkezett az ország és Európa történéseiről; levelezőpartnerei között számos kortárs filozófus volt, többek között Voltaire és Diderot.
Miután Erzsébet cárnő 1762. január 5-én meghalt, III. Péter követte a trónon és beköltözött a szentpétervári Téli Palotába, így Katalin cárné lett. Péter különcködése és poroszimádata azonban szálka volt azoknak a politikai köröknek a szemében, amelyekben Katalin forgott. Péter elkövette azt a hibát, hogy beavatkozott a Holstein és Dánia közti vitába Schleswig ügyében; a Holstein mellett kifejtett buzgalma népszerűtlenné tette a nemesség körében. 1762 júliusában Péter visszavonult holsteini születésű udvartartásával és rokonaival Oranienbaumba, feleségét Szentpéterváron hagyva. Július 13-án és 14-én a gárda fellázadt és Katalint kiáltotta ki uralkodónak. A vértelen államcsíny sikeres volt; Jekatyerina Daskova meg is jegyezte, hogy Péter boldognak tűnik, hogy megszabadult a tróntól.
Hat hónappal trónra kerülése és három nappal lemondása után, 1762. július 17-én III. Péter meghalt. Katalin első nyilatkozata szerint férjét „hagymázzal súlyosbított vérzéses görcs” vitte el, de valójában Alekszej Orlov, Katalin szeretőjének, Grigorij Orlovnak az öccse ölte meg véletlenül egy verekedés során. Egykor úgy tartották, hogy a gyilkosság Katalin parancsára történt, de újabb kutatások szerint Katalinnak ugyan jól jött férje halála, de nem adott parancsot megöletésére.
Katalin, noha nem volt egyik előző orosz cárnak sem a leszármazottja, követte férjét a trónon, ugyanúgy, ahogy I. Katalin követte I. Pétert 1725-ben. Az új cárnő ezért beiktatási kiáltványában a nemzet egyöntetű akaratára hivatkozott. Ennek ellenére a nemesség egy része trónbitorlónak tekintette, akinek csak régensként lehetett volna szerepe fia, a későbbi I. Pál kiskorúsága alatt. Katalinnak azonban sikerült 34 évig azaz haláláig uralmon maradnia.

## Külpolitikája

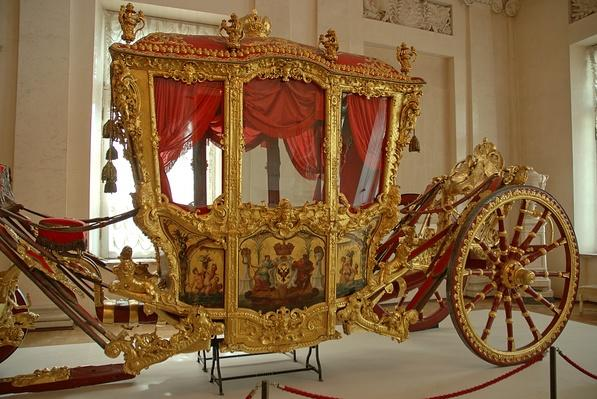
Katalin koronázási hintója a szentpétervári Ermitázsban

Uralkodása alatt Katalin déli és nyugati irányban kiterjesztette az Orosz Birodalom határait, bekebelezve Ukrajna déli részét, Krímet, Ukrajna Dnyeperen túli részét: Jobb parti Ukrajnát, Fehéroroszországot, Litvániát és Kurföldet. Mindent összevéve kb. 518 000 km2-rel növelte a birodalom területét. A mai Oroszország legészakkeletibb részét, Csukcsföldet is ő annektálta véglegesen (1778).
Katalin külügyminisztere, Nyikita Panyin nagy befolyású államférfi volt Katalin uralmának kezdetén. Időt és pénzt nem kímélt, hogy létrehozza az „Északi Szerződést” Oroszország, Poroszország, Lengyelország és Svédország között, hogy ellensúlyozza a Bourbon–Habsburg szövetséget. Amikor nyilvánvalóvá lett, hogy ez a terv nem fog sikerülni, Panyin 1781-ben kegyvesztett lett és Katalin az ukrán származású Alekszander Bezborodkót tette meg külügyminiszterré.

### Orosz–török háborúk
Katalin uralkodása alatt Oroszország lett a leghatalmasabb politikai erő Kelet- és Délkelet-Európában az 1768-74-es orosz-török háborút követően, amelynek során az Oszmán Birodalom történelmének nagy vereségeit szenvedte el többek között 1770. július 5-7-én Çeşménél, illetve 1770. július 21-én Kagulnál (ma: Cahul, Moldova). Az orosz győzelmekkel Katalin megszerezte a kijáratot a Fekete-tengerre és bekebelezte a mai Ukrajna déli részét, ahol az oroszok több új várost alapítottak: Odessza, Nyikolajev, Jekatyerinoszlav (szó szerint Katalin dicsősége) vagyis a mai Mikolajiv, Dnyipro és Herszon.
A térséget a Krími Tatár Kánság uralta, amely 1478. óta az Oszmán Birodalom vazallusa volt. Oroszország megszerezte Kercset, így kijáratot szerzett az Azovi-tengerre. 4.5 millió rubel hadisarcot vívott ki magának, és megszerezte a kereskedelmi hajózás jogát a Kercsi-szoroson. A meghódított déli területeken két kormányzóságot alapítottak: Új-Oroszországot és Azovot, a kormányzó a cárnő kegyence, Grigorij Patyomkin lett. Ő a kozákkérdést úgy kívánta megoldani, hogy saját vezetésével a kozákságot centralizált struktúrába szervezte, viszont – az autonómia ilyen felszámolása ellentételezéséül, büszkeségük növelésére – nagyobb felelősséget kívánt adni nekik. 1772-ben a karaszubari szerződés a Krímet elszakította az Oszmán Birodalomtól és független státust biztosított számára, orosz befolyással. 1774-ben a Porta ezt a kücsük-kajnardzsi békében ismerte el.
Katalin 1783-ban annektálta Krímet, alig kilenc évvel azután, hogy elnyerte függetlenségét a törököktől, fölrúgva ezzel a kücsük-kajnardzsi szerződést. A területre Patyomkin vonult be, aki elnyerte a „Taurisz fényességes hercege” címet (szvetlejsij knyaz), a katonai kollégium élére nevezték ki, és 100 ezer rubel pénzjutalmat kapott, hogy felépítse Péterváron új-Taurisz palotáját. 1784-ben a Krímet Taurisz kerületre nevezték át, Ahtiar kikötőjét pedig Szevasztopolra. Patyomkin főkormányzósága alá került a terület, azzal, hogy a fent említett két kormányzóságból kialakított Jekatyerinoszlavi kormányzósághoz csatolták.
Az orosz kormányzat hatalmas erőfeszítéseket tett a terület benépesítésére: külföldről hívtak katonákat, iparosokat, kereskedőket, és orosz birtokosokat is ösztönöztek holopjaik részbeni áttelepítésére. A telepesek 26-30 gyeszjatyina (29-33 ha) földet kaptak, a földbirtokosok 48 telket. Akik katonákat hoztak magukkal, katonai rangot kaptak. Amnesztiát kaptak a szökésből odaérkezők, a parasztok állami státusba kerültek, szabadságuk garantálásával, az óhitűek, zsidók pedig a szabad vallásgyakorlás ígérete miatt érkeztek ide. Emellett az ide települést adókedvezmények is ösztönözték.
1787-ben II. Katalin nagyszabású utazást rendezett ezen a területen, bemutatva a felépült új falvakat magas rangú vendégeinek, így II. Szaniszló Ágost lengyel királynak és II. József német-római császárnak. Az utat Patyomkin szervezte. Bár az ünneplő tömeget valószínűleg sehol sem kellett kényszeríteni a népszerű cárnő ünneplésére, és a falvak sem puszta díszletek voltak, Patyomkin kegyenc voltára és fényes karrierjére féltékeny moszkvai ellenfelei azt híresztelték, hogy színházi díszletekből összetákolt falvakat mutattak be az illusztris vendégeknek. Innen indult a legenda a „Potemkin-falvakról”, amelyek mai napig jelképezik a jól kivitelezett szemfényvesztést. (A magyar irodalomban Rejtő Jenő: Az elátkozott part c. regénye is említi ezt a történetet Potyomkinről.)
Az utazás a törökök elrettentésére is szolgált az újabb háborútól, de ezt a célját nem érte el: a törökök 1787-ben újabb háborút indítottak Katalin ellen, amely az Oszmán Birodalom számára katasztrofális eredménnyel zárult. Az 1792-es jászvásári béke hivatalossá tette az orosz fennhatóságot Krímben.

### Kapcsolatai Nyugat-Európával
Az európai politikai színpadon Katalin tudatosan törekedett arra, hogy felvilágosodott uralkodóként ismerjék el. Oroszországnak nemzetközi közvetítő szerepet szánt az olyan vitás kérdésekben, amelyek háborúhoz vezettek vagy vezethettek volna. Ennek megfelelően közvetíteni próbált Poroszország és Ausztria között az 1778-79-es bajor örökösödési háborúban. Az amerikai függetlenségi háború alatt 1780-ban felállított egy csoportot, hogy megvédje a semleges szállítmányokat Nagy-Britanniával szemben és visszautasította a briteknek azt a kérését, hogy az ő oldalukon avatkozzon be a háborúba.
1788-90 között Svédország ellen viselt háborút, amelyet unokatestvére, III. Gusztáv svéd király indított el abban a reményben, hogy az orosz haderőt lefoglalják a törökök. A svédek végül vereséget szenvedtek az oroszok balti flottájától. A svensksundi csata után 1790-ben a felek aláírták a väräläi békeszerződést, amelyben minden elfoglalt terület visszakerült eredeti gazdájához és a békét 20 évre szavatolták.

### Lengyelország felosztása

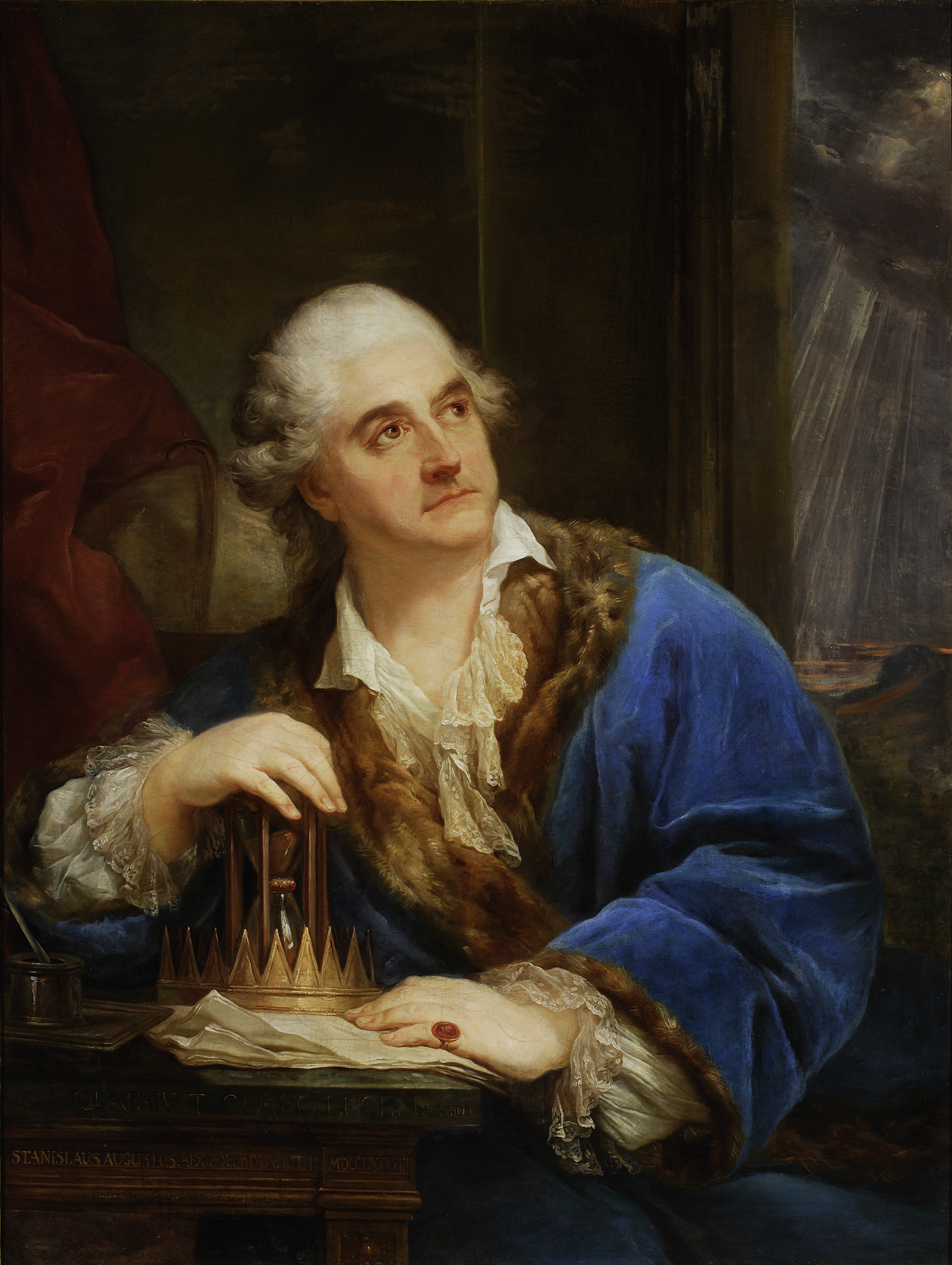
II. Szaniszló Ágost lengyel király, Marcello Bacciarelli festménye 1793-ból

1763-ban Katalin korábbi szeretőjét, Poniatowski Szaniszló Ágostot ültette a lengyel trónra. Noha az ötlet eredetileg a porosz királytól származott, Katalin vezető szerepet játszott Lengyelország felosztásában az 1790-es években, attól tartva, hogy az 1791. május 3-i alkotmány a lengyel–litván unió helyreállításához vezető felkelést robbanthat ki és ez veszélyeztethetné az európai monarchiákat.
Az 1789-es francia forradalom után Katalin elvetette a felvilágosodás korának több olyan elvét, amelyekkel addig rokonszenvezett. Hogy megállítsa a májusi alkotmány reformjainak folytatását és megelőzze a lengyel–litván unió modernizálását, támogatta a Targowicai Szövetség néven ismert lengyel reformellenes csoportot. Miután Oroszország legyőzte a lengyeleket 1792-ben és leverte a Kościuszko-felkelést 1794-ben, 1795. október 24-én Oroszország, Poroszország és Ausztria uralkodói megállapodást írtak alá, melynek értelmében végrehajtották Lengyelország utolsó, végső felosztását.

## Kultúra

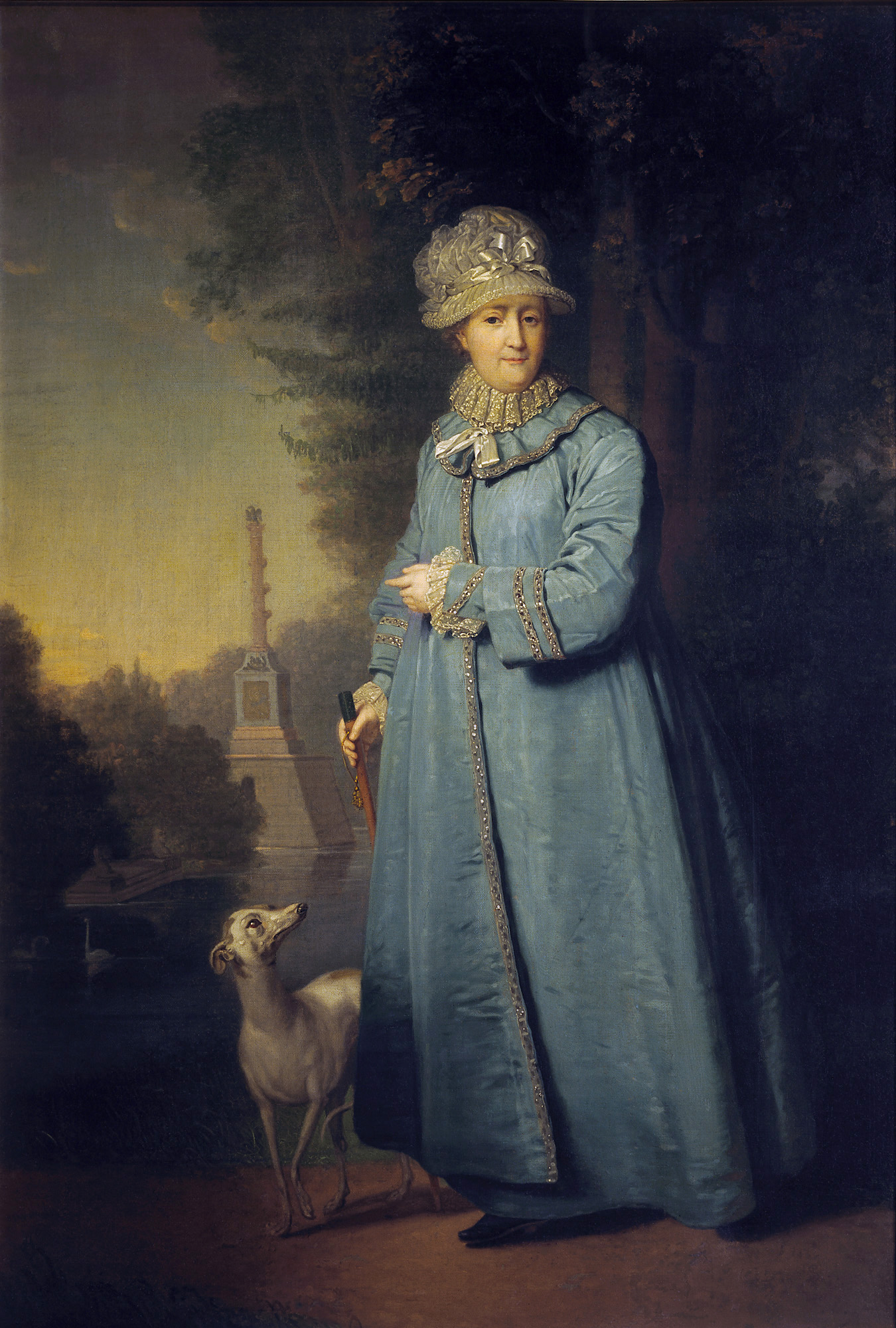
Katalin időskori képmása, Vlagyimir Lukics Borovikovszkij festménye

Katalin pártfogása alatt a művészetek többet fejlődtek Oroszországban, mint előtte vagy utána bármely más uralkodó idején. A cárnő a felvilágosodás eszméinek híve volt és trónuson ülő filozófusnak tartotta magát. Különösen fontosnak tartotta, hogy Európában úgy tekintsenek rá mint civilizált és felvilágosult uralkodóra, annak ellenére, hogy Oroszországban gyakran zsarnoki szerepet játszott. Azzal szöges ellentétben, hogy a szabadság eszményét hirdette, többet tett az orosz jobbágyság röghöz és urához kötöttsége érdekében, mint bárki más Borisz Godunov óta.
A művészetek, irodalom és oktatás pártfogójaként ismert Katalin magángyűjteménye volt az alapja az Ermitázs múzeumnak, amely ma elfoglalja a teljes Téli Palotát. Könyvet is írt a gyermeknevelésről, John Locke elveit követve, és megalapította a Szmolnij Intézetet a nemeslányok számára. Ez az iskola az egyik legjobb volt a maga nemében egész Európában és a haladás jeleként felvették a gazdag kereskedők gyermekeit is a nemesek mellé. Katalin vígjátékokat, regényeket és emlékiratokat írt, miközben a francia enciklopédistákkal állt kapcsolatban (Voltaire, Diderot és D’Alembert), akik később jó hírét keltették írásaikban. A kor vezető közgazdászai, Arthur Young és Jacques Necker a szentpétervári Szabad Gazdasági Társaság külföldi tagjai lettek. A cárnő hívására Leonhard Euler és Peter Simon Pallas Berlinből az orosz fővárosba költöztek.
Katalin 15 éven át levelezett Voltaire-rel, aki „Észak csillaga” és „Oroszország Szemiramisza” címekkel hízelgett neki. Noha személyesen soha nem találkoztak, Katalin keservesen meggyászolta a filozófust, és megvásárolta könyvtárát az örököseitől.
Néhány hónappal hatalomra kerülése után, amikor megtudta, hogy a francia kormányzat le akarja állíttatni a híres enciklopédia kiadását az ateista szemlélete miatt, Katalin azt javasolta Diderot-nak, hogy költözzön Oroszországba és ott fejezze be a művet.
Négy évvel később a felvilágosodás elveit próbálta törvények alakjába önteni. Összehívott Moszkvába egy törvényhozó bizottságot, amelynek 564 tagja az összes rendet (hivatalnokok, nemesek, polgárok és parasztok) és nemzetiséget képviselte. A cárnő személyesen készítette el az útmutatót (Nakaz) a bizottság számára. Mivel a benne foglalt demokratikus elvek részben ijesztőek voltak a mérsékelt és tapasztalt tanácsadók számára, Katalin végül nem ültette át ezeket a gyakorlatba; a bizottság végül feloszlatta magát. A Nakaz szellemét jól illusztrálja, hogy Franciaországban betiltották.
Katalin uralma alatt Oroszország elkezdte befogadni az európai hatásokat. Az irodalomban Gavrila Romanovics Gyerzsavin, Gyenyisz Ivanovics Fonvizin és Ippolit Fjodorovics Bogdanovics ekkor fektették le azokat az alapokat, amelyekre a 19. század nagy orosz alkotói építkeztek. A cárnő támogatta az operát is. Ugyanakkor uralma alatt mindenütt jelen volt a cenzúra és a kiadványok állami ellenőrzése. Amikor Alekszandr Nyikolajevics Ragyiscsev 1790-ben kiadta Utazás Szentpétervárról Moszkvába című munkáját, amely a jobbágyok siralmas helyzetére figyelmeztetett, Katalin Szibériába száműzte a szerzőt.

## Magánélete

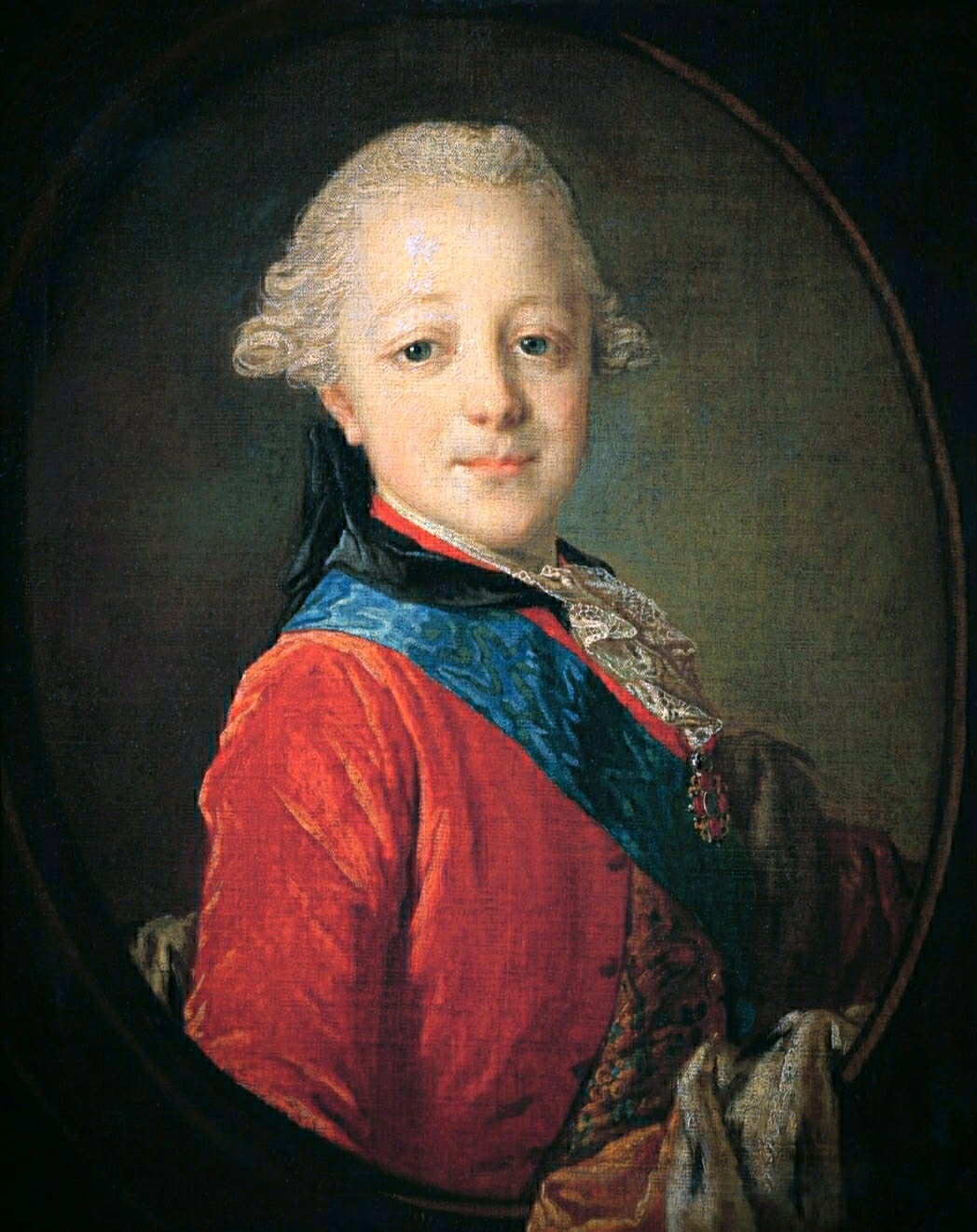
I. Pál gyermekkori képe, Fjodor Rokotov festménye 1761-ből

Katalin hosszú uralma alatt több szeretőt tartott, akiket gyakran magas állásba emelt, majd a kapcsolat végeztével nagy kiterjedésű birtokokkal és a hozzátartozó jobbágyokkal ajándékozta meg őket. Az aktuális szerető beköltözhetett a palotába, a cárnő lakosztálya alá, lakhelyüket titkos lépcső kötötte össze. A cárnő engedélye nélkül a palotából ki sem léphetett, és figyelnie kellett, nehogy megsértse a féltékeny cárnőt azzal, hogy más hölgyekkel túlzottan kedves. A kegyvesztettséget a palotából való kiköltözés jelentette, de a cárnő anyagiakban még ekkor is nagylelkű volt. A szeretők közül volt olyan is, aki lényegesen fiatalabb volt az uralkodónőnél, az utolsó a sorban, Zubov herceg kerek 40 évvel. A férfiak mellett a cárnő leszbikus viszonyt is folytatott bizalmasával és legjobb barátnőjével, Jekatyerina Daskovával (1743-1810), aki udvarhölgye volt, majd megtette a Császári Akadémia igazgatójává (1783-1796). Daskova még ugyanabban az évben, 1783-ban megalapította az Orosz Akadémiát, melynek az elnöki tisztét töltötte be. A cárnő fiának, I. Pálnak a trónra lépésével anyjához fűződő kapcsolata miatt kegyvesztetté vált, és száműzetésbe kényszerült.
A cárnő hidegen bánt fiával, a későbbi I. Pállal. Katalin emlékiratai is nyitva hagyják azt a kérdést, ki is volt valójában I. Pál apja, Szergej Szaltikov , vagy III. Péter orosz cár, de a fiú fizikailag a cárnő férjére, Péterre hasonlított. Katalin nem szerette a férjét, főleg sebhelyes arca miatt, de Péter alkalomadtán mégis az ágyába kérette. Mivel Katalinnak nehezére esett, hogy magát egy olyan embernek kell odaadnia, aki nemcsak, hogy csúnya, hanem gyengeelméjű is, ezért a tőle született gyereket sem szerette. Valószínűnek tűnik, hogy Katalin ki akarta zárni Pált a trónöröklésből, és a koronát legidősebb unokájának, a későbbi I. Sándornak szánta. Fiát félig-meddig őrizetben tartotta a gatcsinai illetve pavlovszki birtokán, így sikerült megelőzni azt, hogy részt kérjen a hatalomból.

## Halála
1796. november 5-én öltözőszobájában eszméletét vesztette és harminchat óra haldoklás után elhunyt, anélkül, hogy magához tért volna. A halála körülményeiről több mendemonda kering. Állítólag miközben haldoklott, fia módszeresen átkutatta a cárnő iratait és megsemmisítette a végrendeletét, amelyben Sándort jelölte meg utódjaként. Katalin sírja a szentpétervári Péter-Pál katedrálisban található.

## Kritikák

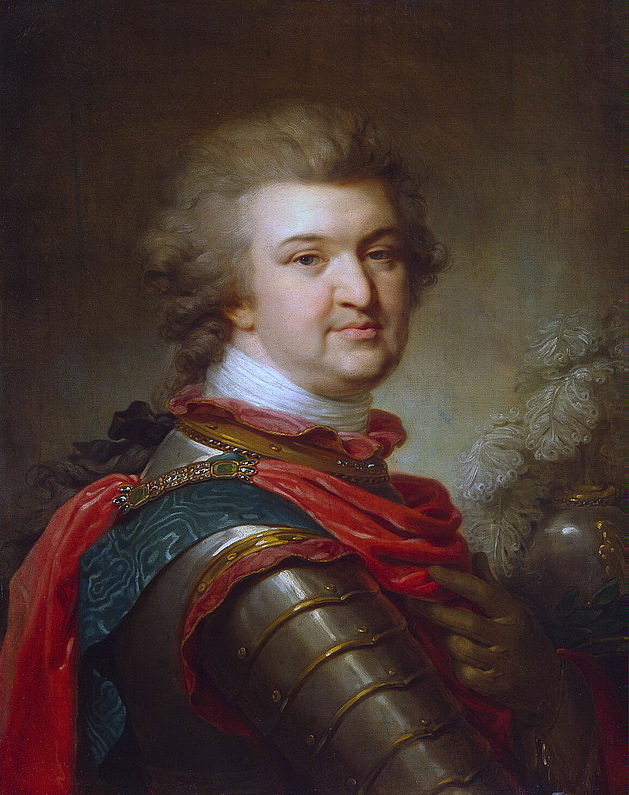
Grigorij Alekszandrovics Patyomkin képmása

Noha Katalin felvilágosult uralkodónak tekintette magát, az 1773-75-ös Jemeljan Ivanovics Pugacsov által vezetett parasztfelkelés után abbahagyta próbálkozásait a jobbágyok terheinek könnyítésére. Kegyencei iránti érzelmei gyakran vakká tették az uralkodását övező korrupcióval szemben. (A ma is használt Patyomkin-falu kifejezés eredete Katalin egyik szeretőjéhez, Grigorij Alekszandrovics Patyomkinhoz fűződik.) Katalin a felelős közvetve VI. Iván haláláért (ő adott utasítást arra, hogy ha valaki megkísérli kiszabadítani schlüsselburgi tömlöcéből, őrei öljék meg, ahogy az meg is történt); és gondoskodott a lehetséges trónkövetelők „hatástalanításáról”: Auguszta Tarakanovát, elődje, Erzsébet cárnő morganatikus házasságból született lányát kolostorba záratta, egy ál-Tarakanovát pedig (Jelizaveta Alekszejevna) a Péter-Pál erődbe záratott. Noha nem volt közvetlen szerepe férje, III. Péter halálában, nem is tett semmit a gyilkosok megbüntetéséért (gyaníthatóan az Orlovok befolyása ellen nem volt elég erős még fellépni, és tekintve, hogy a politikai gyilkosság nem jött rosszul, nem is lett volna méltányos). Jemeljan Ivanovics Pugacsov a felkelésében kihasználta ezt a motívumot.

## Alakja a művészetben
Életéről több regényes leírás jelent meg, 1913-ban pedig George Bernard Shaw színdarabot írt róla. Az 1934-es Nagy Katalin című film Bíró Lajos és Lengyel Menyhért A cárnő című színdarabja nyomán készült és Elisabeth Bergner játszotta a főszerepét. Szintén 1934-ben készült Josef von Sternberg rendezésében a A vörös cárnő című film, amelyben Marlene Dietrich alakította a cárnőt. Az 1991-es tv-sorozatban (Young Catherine) Julia Ormond játszotta Katalint, az 1995-ös TV-filmben (Catherine the Great) pedig Catherine Zeta-Jones.
2005-ben A kegyenc című nyolcrészes orosz filmsorozatban dolgozták fel Katalin és Patyomkin viszonyát. 2019-ben a Sky Atlantic és a HBO koprodukciójában készült egy sikeres amerikai-angol minisorozat is, Nagy Katalin (Catherine the Great) címmel négy részben, aminek főszereplője, részben producere is Helen Mirren volt. A minisorozat az orosz uralkodónő életét és politikáját jeleníti meg, 1764-től, két évvel a hatalomátvétel utántól egészen 1796-ban bekövetkezett haláláig. A Hulu csatornán 2020-ban bemutatott Nagy Katalin – A kezdetek (The Great) című sorozatban Elle Fanning alakítja a fiatal Katalint.
Az egyik híres szerb new wave együttes, a Ekatarina Velika (magyarul Nagy Katalin) a cárnőről nevezte el magát.

## Visszaemlékezései magyarul
- Katalin II. cárnő emlékiratai; ford. Antal Dezső, Süle Antal; Franklin, Budapest, 1926